# Коронавірусна хвороба 2019 на Сен-Мартені
Епідемія коронавірусної хвороби 2019 на Сен-Мартені — це поширення пандемії коронавірусної хвороби 2019 на територію Сен-Мартена. Перший випадок хвороби у цій заморській спільноті Франції зареєстровано 1 березня 2020 року. Острів поділений на нідерландську частину та французьку частину з великим аеропортом на нідерландській частині та найбільшим морським портом на французькій частині. Першими випадками хвороби на острові було подружжя із Сен -Мартена, яке повернулося з Франції через Сен-Бартельмі 1 березня 2020 року. Їм провели тестування в аеропорту, яке виявилось позитивним, але їх записали в статистику Франції. Населення французької частини острова в 2017 році становило 35334 особи.

## Хронологія

### Березень 2020 року
1 березня у пари з французької частини острова Сен-Мартен діагностовано COVID-19. Їх син, який живе на сусідньому острові Сен-Бартельмі, також отримав позитивний результат тесту на коронавірус.
17 березня президент Франції Емманюель Макрон повідомив про запровадження наступних заходів: заборонено виходити з дому, за винятком життєво необхідних випадків, усі ресторани та бари повинні закритися, повинні закритися усі учбові заклади, заборонено всі громадські заходи. Префект острова Сільві Фуше запровадила такі ж заходи на Сен-Мартені.
18 березня виявлений четвертий випадок хвороби в хворого, який повернувся з Парижа.
22 березня заборонено в'їзд на острів з-поза його меж, нерезиденти острова не зможуть прибути на Сен-Мартен через аеропорт.
23 березня служба охорони здоров'я повідомила, що відділення інтенсивної допомоги на Гваделупі розширено до 33 ліжок, та що спеціалізована медична допомога жителям Сен-Мартена повинна надаватися на Гваделупі.
24 березня були посилені карантинні заходи для всіх жителів острова: дозволено виходити з дому лише у життєво важливих випадках, закриті ринки, заборонені громадські заходи; підприємства, діяльність яких не є життєво важливою, повинні закритися.
26 березня зареєстровано першу смерть на острові внаслідок коронавірусної хвороби у 61-річного чоловіка, який мав проблеми з дихальною системою після автомобільної аварії. Наступного дня в нього підтверджений позитивний тест на COVID-19. Того ж дня повідомлено, що останні 2 випадки хвороби інфікувались місцево, а не завезені з-за кордону.
27 березня був виявлений ще один випадок хвороби, загальна кількість випадків хвороби зросла до 13. Інфікований громадянин США був доставлений до Маямі.
28 березня повідомлено про запровадження пакету підтримки бізнесу.
29 березня кордон між нідерландською та французькою сторонами острова був закритий і спільно патрулювався з представниками Сінт-Мартена. 6 квітня усі другорядні дороги були фізично перекриті для запобігання перетину кордону. Кордон був відкритий ще з часу Договору згоди 1648 року.
30 березня повідомлено про другу смерть від коронавірусної хвороби, померлим став 80-річний чоловік.

### Квітень 2020 року
5 квітня повідомлено про виявлення ще 2 випадків хвороби, внаслідок чого загальна кількість активних випадків хвороби досягла 19. Один із випадків — житель міста Сенді-Граунд, якого перевезли на лікування до Гваделупи. Префект Сільві Фуше запросила на допомогу ще 16 жандармів.
9 квітня префектура попросила жителів острова залишатися вдома на Великдень. На відміну від нідерландської сторони острова та інших островів, комендантська година на Сен-Мартені не буде запроваджуватися, але будь-кого, хто буде виходити з дому без причини, оштрафують.
12 квітня до Маріго прибув 33-й піхотний морський полк для підтримки дотримання карантину. На Мартиніці був створений координаційний пункт для координації прикордонного контролю нідерландських карибських володінь, Франції та Сполученого Королівства.
19 квітня прем'єр-міністр Сінт-Мартена Сільверія Якобс повідомила, що нещодавно померла громадянка Нідерландів, яка лікувалася на французькій стороні острова. Минулого тижня її доставили на Гваделупу для надання невідкладної допомоги, проте як громадянку Нідерландів її вилучать з французької статистики острова Сен-Мартен, та додадуть до статистики нідерландського острова Сінт-Мартен.
21 квітня президент острова Даніель Гіббс заявив, що не сподівається на відкриття шкіл 11 травня, як заявив президент Франції Макрон, та сказав, що: «Ми не поставимо наших дітей, освітню спільноту та всі сім'ї цього острова у небезпеку через поспішні рішення».
23 квітня повідомлено про третю смерть від коронавірусної хвороби, помер 76-річний чоловік.
24 квітня авіакомпанія «Air Caraïbes» оголосила про відновлення польотів між Сен-Мартеном (з аеропортом Гранд-Кейс-Есперанс, а не міжнародним аеропортом імені принцеси Юліани), Сен-Бартельмі та Гваделупою.
30 квітня Сен-Мартен придбав 2 апарати для проведення ПЛР-тестів та 2 апарати штучної вентиляції легень для лікарні Луї-Константа Флемінга. До цього часу 200 тестів проведені в Інституті Пастера на Гваделупі.

### Травень 2020 року
2 травня президент острова Деніел Гіббс повідомив президенту Франції, що він має намір відновити роботу ресторанів, барів та магазинів. Макрон натякнув, що це можливо зробити за певних умов. Гіббс все ще висловлював стурбованість відновленням відкриття шкіл на Сен-Мартені, але конкретного рішення ще не було ухвалено.
З 4 травня лікарня Луї-Константа Флемінга разом з Червоним Хрестом розпочала обстеження та тестування населення, починаючи з Френч-Квотера, Сенді-Граунда та Сент-Джеймса.
Президент острова Даніель Гіббс повідомив, що 8 травня знову відкриються пляжі. Ще обговорювалися умови відновлення роботи підприємств, магазинів та ресторанів, але 11 травня будуть скасовані обмеження.
Президент острова Даніель Гіббс повідомив на прес-конференції, що спільнота Сен-Мартен почне скасовувати карантинні обмеження 11 травня. Ще тривають переговори з урядом Франції, і спільнота підтверджує свою позицію щодо відновлення шкіл. Повідомлено про додаткову програму підтримки економіки, обговорюється подальші кроки в підтримці економіки.
7 травня повідомлено, що частина початкових шкіл на острові знову відкриються 18 травня.
Прем'єр-міністр нідерландської сторони острова Сільверія Якобс заявила, що нідерландська сторона хоче відкрити кордони 18 травня. Президент французької сторони Даніель Гіббс також хотів відкрити кордон, проте префект Сільві Фуше мала намір поки що тримати кордони закритими. Уряд Франції мав ухвалити рішення про відкриття внутрішніх кордонів. Внутрішній кордон відкрився 2 червня 2020 року.

### Липень 2020 року
30 липня 2020 року міністр туризму Сінт-Мартена Людмила де Вевер повідомила, що відкриття кордону для пасажирів із США надалі заплановано на 1 серпня. У відповідь префект французького Сен-Мартена Сільві Фоше заявила, що американцям буде заборонено переходити на французький бік острова, а французько-нідерландський кордон буде закритий для запобігання циркуляції вірусу.

## Заходи боротьби з поширенням хвороби
Аеропорт і порти на острові закрились. Місцеві авіарейси відновились з аеропорту неподалік Гранд-Каз.
Кордон між нідерландською та французькою стороною острова закритий. Внутрішній кордон відкрився 2 червня 2020 року.
Усі ресторани та бари закрито, закриті усі навчальні заклади, заборонені усі громадські заходи та зібрання. Бари можуть відкритися з 30 травня.
Усі заклади, діяльність яких не є життєво необхідною, закриті.
Відкриття пляжів відбудеться 8 травня.
Припинення обмеження розпочнеться 11 травня.